# Horatiernas ed
Horatiernas ed är en berömd målning, utförd 1784 av den franske målaren Jacques-Louis David. Den är utställd på Louvren i Paris.
Konstverket innebar nyklassicismens genombrott i Frankrike. Den visar en händelse ur Roms tidiga historia, enligt vilken kriget mot staden Alba Longa avgjordes genom en kamp mellan horatie- och curiatiebröderna. Här svär de tre horatierna att offra sina liv för sitt land. Den ende som överlever bataljen är en av de tre horatierna, som på hemväg får se sin syster Camilla gråtande vid vägkanten. Hon sörjer sin trolovade, en av de tre stupade curiatierna. Han dödar då henne; David hyllar således romersk patriotism på bekostnad av den enskilda individen. 